# Francisco Osorto
Francisco Salvador Osorto Guardado (Santa Rosa de Lima, 20 de março de 1957 – 26 de fevereiro de 2023) foi um futebolista profissional salvadorenho, que atuou como defensor.

## Carreira
Osorto jogou no Santiagueño, com o qual conquistou o campeonato nacional em 1980, e no Municipal Limeño. Fez parte do elenco da histórica Seleção Salvadorenha de Futebol da Copa do Mundo de 1982, ele fez duas partidas. 

## Morte
Osorto morreu em 26 de fevereiro de 2023.